# Georgiana Fullerton
Lady Georgiana Fullerton (Staffordshire, 23 de setembro de 1812 — Bournemouth, 19 de janeiro de 1885) foi uma romancista, filantropista e biógrafa inglesa.